# Suhovolea, Sokal
Suhovolea (în ucraineană Суховоля) este un sat în comuna Svîteazi din raionul Sokal, regiunea Liov, Ucraina.

## Demografie
Componența lingvistică a localității Suhovolea
     Ucraineană (100%)
Conform recensământului din 2001, toată populația localității Suhovolea era vorbitoare de ucraineană (100%).